# Pesti Cukorfinomító Gyár (II.)
A Pesti Cukorfinomító Gyár, néhol Lipótvárosi cukorfinomító egy ma már nem létező ipari létesítmény Budapest V. kerületében.

## Története
Elődje a Terézvárosi Uj utcában épült első cukorfinomító volt. Ez 1838-ban tűzvész és árvíz áldozata lett.
1839-ben (más források szerint 1845-ben) a mai Nyugati tér – Bajcsy-Zsilinszky út – Stollár Béla utca – Bihari János utca által határolt tömb területén. Tervezője Pollack Ágoston volt.
A létesítmény üzemeltetését eredeti tulajdonosai nem tudták gazdaságosan megoldani, ezért működetetése idővel átkerült a Pesti Cukorgyár Társulathoz. Érdekesség, hogy ennek Batthyány Lajos későbbi miniszterelnök is elnöke volt egy ideig. (Batthyány saját cukorgyárat üzemeltetett péterfa-ikervári birtokán.)
A gyár termékeit széles körben megbecsülték, az 1846-os iparkiállításon külön elismerést kapott. 1847-es adatok szerint a gyárban 278 munkás dolgozott, éves termelése 34.000 mázsa cukornak felelt meg. Az üzem kezdetben külföldi eredetű nádcukor finomítását végezte, 1851-ben azonban áttért a hazai répacukor feldolgozására. Ez utóbbi nem vált, mivel az 1850-es évek közepére hiány mutatkozott a nyersanyagban, és a cukorfinomító alig 7-8%-os kihasználtsággal tudott működni. Ez oda vezetett, hogy a létesítményben 1856-ben megszűnt a cukorgyártás. Épülete ennek ellenére még évtizedeken át létezett, azt csak az 1880-as években bontották el.